# Antonio Franchi
Antonio Franchi (Campli, 5 luglio 1939) è un politico italiano.

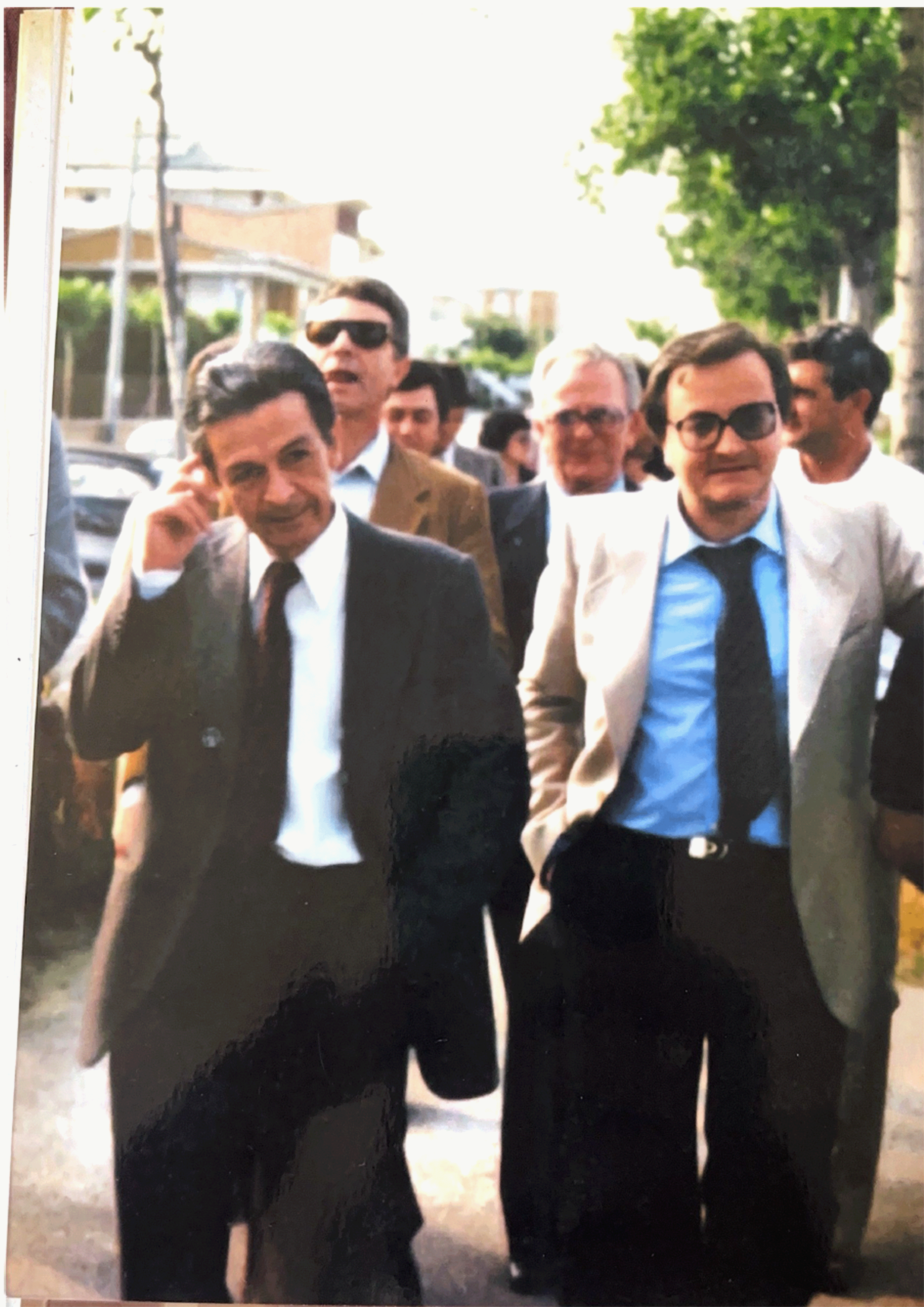

È nato il 5 luglio 1939 a Campli (TE), ad oggi risiede a Giulianova.

## Biografia
Antonio Franchi si laurea all'Università degli Studi di Urbino in Sociologia, ha svolto per diverso tempo il lavoro di giornalista - pubblicista.
È coniugato con una figlia.
Nella sua vita politica, ha ricoperto diversi incarichi pubblici nel Partito Comunista Italiano, a partire dalle prime esperienze amministrative come Capogruppo del PCI nel consiglio comunale di Giulianova dal 1962 al 1992, poiché risultava periodicamente primo degli eletti. 
Successivamente ricopri' l'incarico di Consigliere provinciale di Teramo dal 1964 al 1970, Vice sindaco e dal 1970 al 1980 Sindaco di Giulianova.
Inoltre è stato consigliere nazionale dell'ANCI e della Lega delle Autonomie locali. 
Dopo l'esperienza da Sindaco, viene eletto Consigliere regionale dell'Abruzzo dal 1980 al 1985, rieletto come capolista nel 1985 (primo degli eletti). 
Nel 1987 si dimette da consigliere regionale per presentarsi alle elezioni politiche. È eletto senatore il 15 giugno 1987 nel Collegio di Teramo con 55.244 voti (cifra individuale 34,68%). Ha ricoperto l'incarico di segretario della Commissione Affari Costituzionali, di membro della Giunta delle elezioni e delle immunità parlamentari, di capogruppo del Comitato interparlamentare per i procedimenti di accusa. E' rieletto senatore nelle consultazioni politiche del 5 - 6 Aprile 1992 nelle liste del PDS con 37.924 voti (cifra individuale 25,00%). È stato vice - presidente della Commissione Agricoltura e produzione alimentare. È confermato capogruppo della Giunta delle elezioni e delle immunità parlamentari e capogruppo del comitato interparlamentare per i procedimenti di accusa. Nel corso delle legislature è intervenuto in aula sulle Autonomie locali, sulla Riforma del Bicameralismo e sulla riduzione del numero dei parlamentari, sulla Riforma della finanza regionale, sulla Criminalità organizzata, sulla Riforma della polizia, sul nuovo Ordinamento della presidenza del Consiglio dei ministri, sulla richiesta di Impeachment contro il Presidente della Repubblica Francesco Cossiga, sulla messa sotto Accusa del segretario amministrativo della DC, il senatore Severino Citaristi, sull'autorizzazione a procedere contro il senatore Giulio Andreotti più volte Presidente del Consiglio dei ministri. Il suo disegno di legge per stabilire nuove norme per lo sviluppo dei territori montani è diventato legge dello Stato.
Tra i tanti ruoli amministrativi ricoperti è stato Presidente del Comitato Regionale di Controllo sugli Enti locali, Presidente dell'Associazione Nazionale Partigiani Italiani della Provincia di Teramo. 
Ha fatto anche parte del comitato federale e della direzione del PCI - PDS di Teramo, del comitato regionale e della direzione del PCI - PDS d'Abruzzo.